# Davide Longoni
Davide Longoni (Cantù, 15 novembre 1983) è un thaiboxer italiano.

## Biografia
Davide Longoni, meglio conosciuto sul ring come Davide "Tonno" Longoni, è un combattente di Muay Thai
noto per la sua tecnicità.
Sposa l'attività di elettricista nella ditta paterna con l'attività agonistica, e ha debuttato sui circuiti internazionali di Muay Thai dopo aver iniziato ad allenarsi all'età di 19 anni presso l'"Accademia Arti Marziali Piccolo Drago", dove si allena tuttora sotto la tutela dell istruttore Christian Olivo. Gravita nel circuito Fight Code..

## Titoli
- 2006 Campione Italiano Thai boxe F.I.S.T.  + 86
- 2009 Primo classificato Muay Thai World Cup 2009 Kombat league 2ºnd serie  + 91
- 2010 Primo classificato Muay Thai World Cup 2010 Kombat league 1ºst serie  + 91

## Palmarès
| 24 Vittorie (7 per (T) KO,), 8 Sconfitta, 3 Pareggi, |           |                       |                                            |                               |       |       |
| Data                                                 | Risultato | Avversario            | Evento                                     | Modalità                      | Round | Tempo |
| 2013-05-18                                           | Pari      | Lucian Danilencu      | Selezioni Oktagon, Sergeno, Italia         | Decisione pari                | 3     | 3:00  |
| 2013-04-20                                           | Sconfitta | Alex Rossi            | Oktagon, Milano, Italia                    | KO                            | 1     | 3:00  |
| 2013-01-26                                           | Vittoria  | Marwan Bounabi        | Thai Boxe Mania - 2012, Torino, Italia     | Per decisione (Unanime)       | 3     | 3:00  |
| 2012-11-25                                           | Vittoria  | Milan Dašić           | Thai Boxe Mania - 2012, Torino, Italia     | KO                            |       |       |
| 2012-05-05                                           | Vittoria  | Aldo Rodriguez Navas  | Notte dei Campioni - 2012, Seregno, Italia | Per decisione (Unanime)       | 3     | 3:00  |
| 2012-03-24                                           | Vittoria  | Sorin Radu            | Oktagon - Fight Code 2012, Milano, Italia  | TKO 3º round                  | 3     | 3:00  |
| 2012-02-04                                           | Vittoria  | Luca Pantò            | Thai Boxe Mania - 2012, Torino, Italia     | Per decisione                 | 3     | 3:00  |
| 2011-12-16                                           | Sconfitta | Marin Došen           | Noc Gladijatora 6, Ragusa, Croazia         | Per decisione                 | 3     | 3:00  |
| 2011-09-24                                           | Sconfitta | Walid Amara           | Best of Leone III, San Gallo, Svizzera     | Per decisione (Maggioritario) | 5     | 3:00  |
| 2009-11-21                                           | Pari      | Jean Philippe Bertelè | 1º Kakuto Open 2009                        | Decisione Pari                | 3     | 3:00  |